# رمبلوود (نیوجرسی)
رمبلوود (به انگلیسی: Ramblewood) یک منطقهٔ مسکونی در ایالات متحده آمریکا است که در ماونت لورل، نیوجرسی واقع شده‌است. رمبلوود ۸٫۷۶۹ کیلومتر مربع مساحت و ۵٬۹۰۷ نفر جمعیت دارد و ۹ متر بالاتر از سطح دریا واقع شده‌است.